# Кішкодав Сільвер (фільм)
«Кішкодав Сільвер» (рос. «Кошкодав Сильвер») — радянський фільм 1989 року, режисера Юрія Єлхова за мотивами однойменного оповідання Віктора Конецького.

## Сюжет
Герой фільму — пацієнт психіатричної лікарні, уявивши себе в череві кашалота, в яке він сам себе заточив, щоб піти від суєти і вульгарності сучасного світу, щоб не боротися зі злом, щоб жити в своєму власному, придуманому ним світі…

## Актори
- Юозас Будрайтіс —  Він
- Світлана Панфілова —  Соня
- Володимир Толоконніков —  Сільвер
- Олександр Зайцев —  Льоха

## Знімальна група
- Режисер: Юрій Єлхов
- Сценарій: Юрій Єлхов
- Оператор: Сергій Зубіков